# Герцог Сесто
Герцог де Сесто — наследственный дворянский титул Испанского королевства. Он был создан 2 апреля 1612 года испанским королем Филиппом III для известного полководца Амброзио Спинола-Дория (1569—1630), кавалера Ордена Сантьяго и Ордена Золотого руна, в награду за заслуги перед Испанской империей во время Восьмидесятилетней войны в Нидерландах. Название было создано путем возведения в ранг герцогства маркизата Сесто, которым владел Филиппо Спинола, отец Амброджо Спинолы, 1-го маркиза де Бальбасеса. Название титула происходит от названия города Сесто в провинции Больцано (регион Трентино — Альто-Адидже).
Последним носителем титула был Хосе Осорио и Сильва, 9-й герцог де Сесто, 16-й герцог Альбуркерке, 17-й маркиз де Альканьисес (1825—1909), советник испанского короля Альфонсо XII, наставник его сына принца Альфонсо. Он вложил большую часть своего состоянию в реставрацию династии Бурбонов. Хосе Осорио и Сильва занимал посты алькальда (мэра) Мадрида (1857—1864) и мажордома королевского двора (1875—1885).

## Список герцогов Сесто

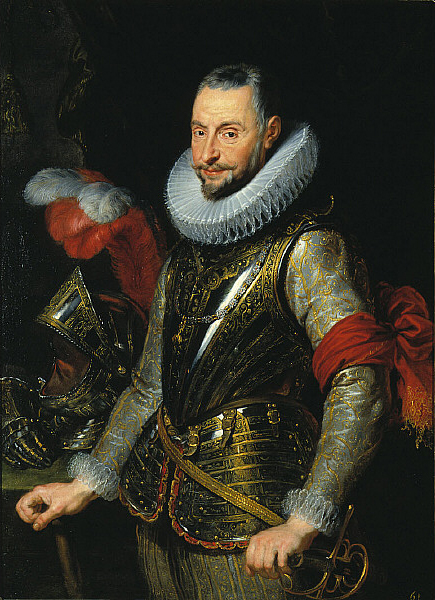
Амброзио Спинола-Дориа, 1-й герцог де Сесто

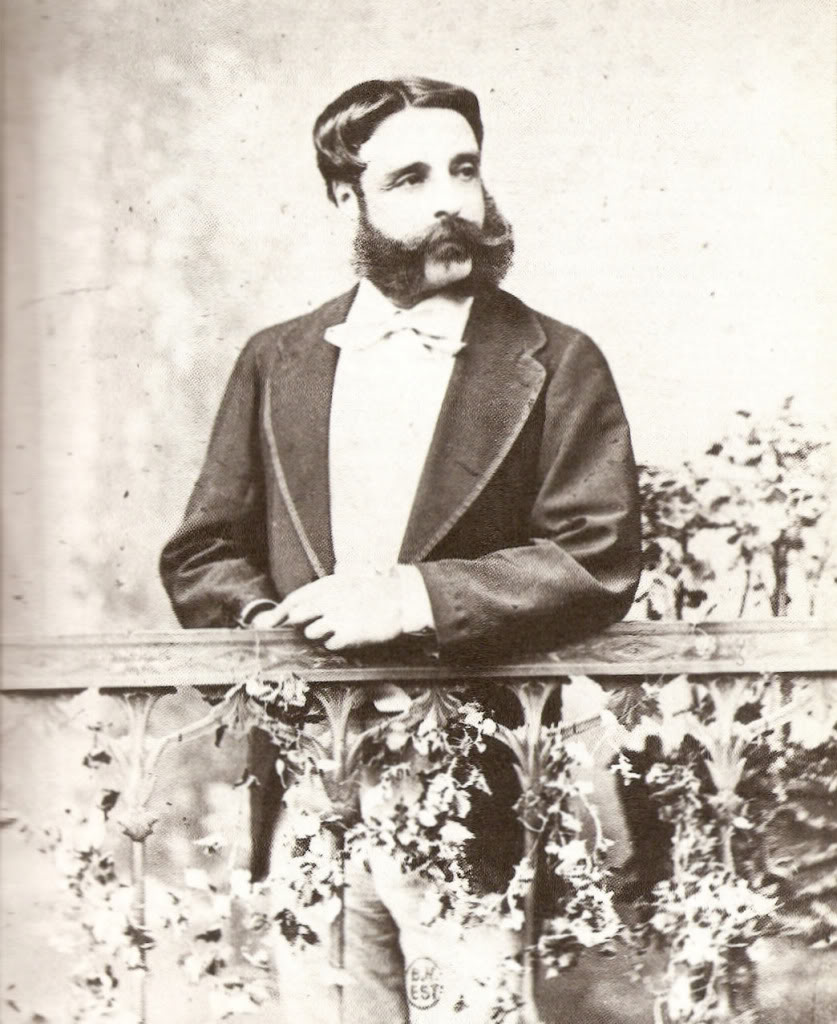
Хосе Осорио и Сильва, 9-й герцог де Сесто

- 1612—1630: Амброзио Спинола-Дориа, 1-й герцог де Сесто (1569, Генуя — 25 сентября 1630, Кастельнуово-Скривия), 1-й маркиз де Лос-Бальбасес (1621—1630), старший сын Филиппо Спинолы, маркиза де Сесто и Венафро, и Полиссены Гримальди, дочери принца Николо Салернского
- 1630—1659: Филиппо Спинола, 2-й герцог де Сесто (1594, Генуя — 8 августа 1659, Мадрид), старший сын предыдущего. Кавалер Ордена Золотого Руна, генерал испанской армии и председатель Совета Фландрии, 2-й маркиз де Лос-Бальбасес.
- 1659—1699: Паоло Винченцо Спинола и Дориа, 3-й герцог де Сесто (24 февраля 1628, Милан — 23 декабря 1699, Мадрид), третий сын предыдущего. 3-й маркиз де Лос-Бальбасес, Министр в правление короля Карлоса II, губернатор Миланского герцогства (1668—1670).
- 1699—1721: Карлос Фелипе Спинола, 4-й герцог де Сесто (11 ноября 1665, Мадрид — 30 июля 1721), единственный сын предыдущего, испанский генерал от кавалерии, вице-король Сицилии (1707—1713), 4-й маркиз де Лос-Бальбасес.
- 1721—1758: Карлос Амброзио Спинола Гаэтано де ла Серда, 5-й герцог де Сесто (20 января 1696, Милан — 1757), старший сын предыдущего, камергер Филиппа V и стольник королевы Елизаветы Фарнезе, 5-й маркиз де Лос-Бальбасес.
- 1758—1798: Карлос Хоакин Спинола де ла Куэва, 6-й герцог де Сесто (19 января 1686—1798), старший сын предыдущего, 6-й маркиз де лос Бальбасес
- 1798—1813: Мануэль Мигель Осорио и Спинола, 7-й герцог де Сесто (май 1757, Мадрид — 1813, Кадис), 7-й маркиз де Лос-Бальбасес. Единственный сын Мануэля Хуана Осорио и Фернандес де Веласко (1734—1793) и Аны Доминги Спинолы и де ла Куэвы (1737—1757), внук по женской линии 5-го герцога де Сесто
- 1813—1866: Николас Осорио-и-Сайас, 8-й герцог де Сесто (13 февраля 1793, Мадрид — 31 января 1866, Мадрид), четвертый сын предыдущего. Также носил титулы 15-го герцога де Альбуркерке, 4-го герцога де Альхете, 15-го маркиза де Альканьисес, 8-го маркиза де Лос-Бальбасеса, 15-го графа де Уэльмы, 7-го графа де ла Корцана, 5-го графа де лас Торрес де Алькоррин.
- 1866—1909: Хосе Осорио и Сильва, 9-й герцог де Сесто (4 апреля 1825, Мадрид — 31 декабря 1909, Мадрид), старший сын предыдущего, крупный испанский политический деятель, сыгравший важную роль в реставрации Бурбонов. Носил титулы 16-го герцога де Альбуркерке, 5-го герцога де Альхете, 16-го маркиза де Альканьисеса, 14-го маркиза де Куэльяра, 5-го маркиза де Кульеры, 9-го маркиза де лос Бальбасеса, 9-го маркиза де Монтаоса, 13-го графа де Фуэнсальданья, 13-го графа де Грахаль, 16-го графа де Уэльмы, 9-го графа де ла Торре, 16-го графа де Ледесмы, 10-го графа де Вильянуэва-де-Канедо и 9-го графа де Валломброза.